# 夸祖魯-納塔爾省省長
夸祖魯-納塔爾省省长是南非夸祖魯-納塔爾省的政府首腦。現任夸祖魯-納塔爾省省长為非洲人國民大會的西赫萊·齊卡拉拉，他於2019年5月27日就任。

## 夸祖魯-納塔爾省省长列表
| 任次 | 姓名              | 當選日期                       | 政黨           |
| ---- | ----------------- | ------------------------------ | -------------- |
| 1    | 法蘭克·姆德拉洛斯 | 1994年5月11日                  | 因卡塔自由黨   |
| 2    | 班·恩古巴內       | 1997年3月1日 （代理至3月19日） | 因卡塔自由黨   |
| 3    | 萊昂內爾·姆查利   | 1999年2月10日                  | 因卡塔自由黨   |
| 4    | 斯布·恩德貝萊     | 2004年4月23日                  | 非洲人國民大會 |
| 5    | 茲維里·麥凱赫茲   | 2009年5月6日                   | 非洲人國民大會 |
| 6    | 塞索·麥互努       | 2013年8月22日                  | 非洲人國民大會 |
| 7    | 威利斯·麥互努     | 2016年5月24日                  | 非洲人國民大會 |
| 8    | 西赫萊·齊卡拉拉   | 2019年5月27日                  | 非洲人國民大會 |

## 外部連結
- Official website（页面存档备份，存于）